# South Shropshire
South Shropshire – były dystrykt w hrabstwie Shropshire w Anglii. W 2001 roku dystrykt liczył 40 410 mieszkańców.

## Civil parishes
Abdon, Acton Scott, Ashford Bowdler, Ashford Carbonell, Bedstone, Bettws-y-Crwyn, Bishop’s Castle, Bitterley, Boraston, Bromfield, Bucknell, Burford, Caynham, Chirbury with Brompton, Church Stretton, Clee St. Margaret, Cleobury Mortimer, Clun, Clunbury, Clungunford, Colebatch, Coreley, Craven Arms, Culmington, Diddlebury, Eaton-under-Heywood, Edgton, Greete, Heath, Hope Bagot, Hope Bowdler, Hopesay, Hopton Cangeford, Hopton Castle, Hopton Wafers, Llanfair Waterdine, Ludford, Ludlow, Lydbury North, Lydham, Mainstone, Milson, More, Munslow, Myndtown, Nash, Neen Sollars, Newcastle on Clun, Norbury, Onibury, Ratlinghope, Richard’s Castle, Rushbury, Sibdon Carwood, Stanton Lacy, Stoke St. Milborough, Stowe, Wentnor, Wheathill, Whitton, Wistanstow i Worthen with Shelve.